# Mistrovství světa ve florbale 2018

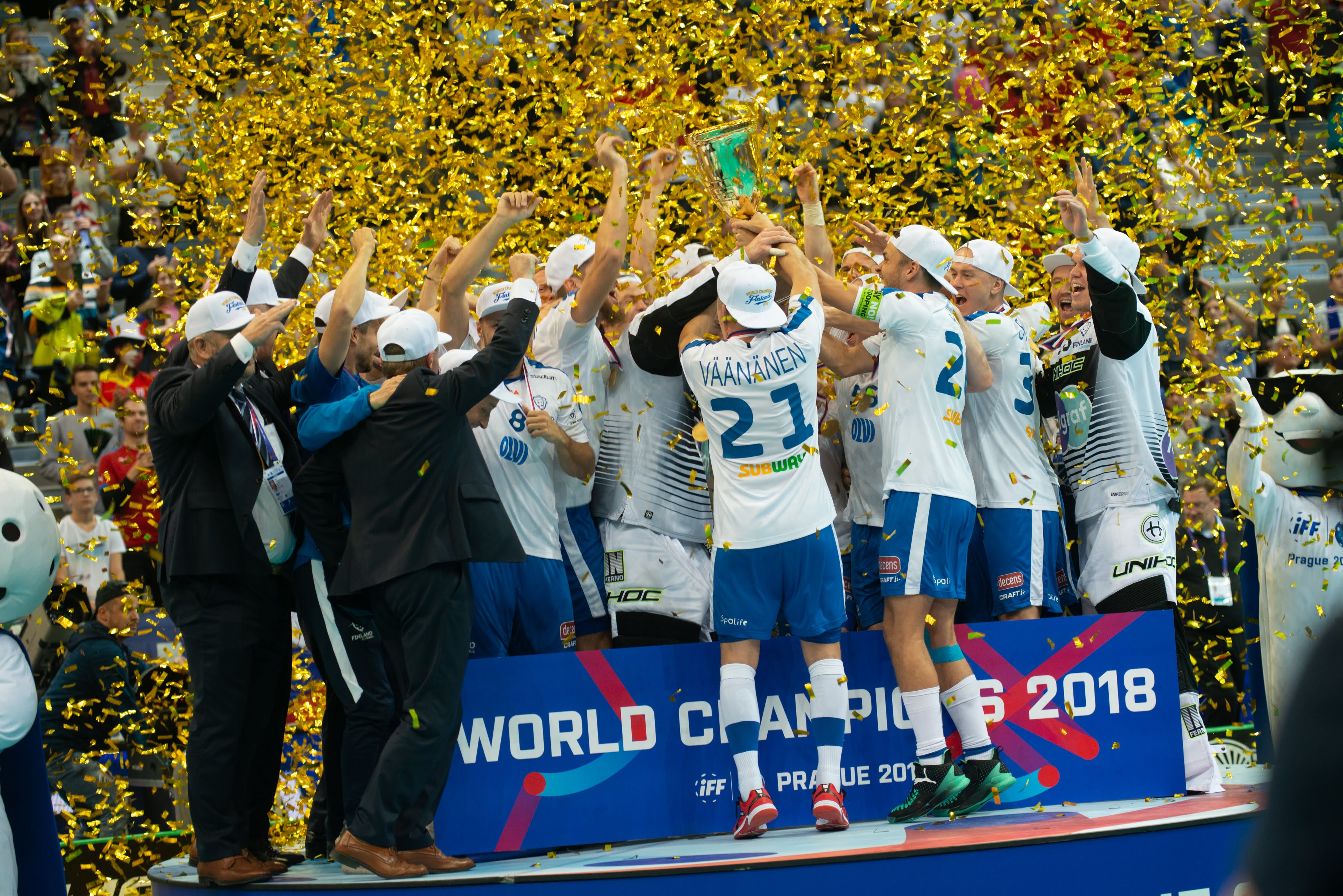
Finský tým oslavující vítězství

Mistrovství světa ve florbale mužů 2018 bylo 12. ročníkem mistrovství světa mužů pořádaným Mezinárodní florbalovou federací (IFF). Turnaj se konal v Praze v termínu 1. až 9. prosince 2018. Nejdůležitější duely se odehrávaly v pražské O2 areně, druhou halou byla Arena Sparta – Podvinný Mlýn. Mistrovství se vrátilo do Česka po deseti letech. První šampionát se v ČR uskutečnil v květnu 1998 v Praze a Brně. Druhý o deset let později v prosinci 2008 v Praze a Ostravě.
Konečné pořadí na prvních čtyřech místech zůstalo stejné jako na předchozím mistrovství. Podruhé v řadě zvítězilo Finsko po porážce Švédska ve finále. Česko skončilo na čtvrtém místě, také podruhé v řadě, po prohře se Švýcarskem.
Byl překonán rekord v celkové návštěvnosti mistrovství světa, kdy zápasy sledovalo celkem 181 518 diváků. Předchozí rekord byl z roku 2014 s hodnotou 104 445. Také byl hned dvakrát v jeden den překonán rekord v návštěvnosti na jeden zápas. Napřed utkání o 3. místo sledovalo 16 112 diváků a hned po něm bylo na finále 16 276 lidí.
Bylo to první mistrovství světa mužů, na kterém pískaly utkání ženy.

## Kvalifikace
Do kvalifikace o MS 2018 se přihlásilo 33 národních reprezentací, které bojovaly o 15 účastnických míst. Kvalifikační turnaje evropských celků hostily Talinn (EST), Valmeira (LAT) a Nitra (SVK), americká kvalifikace se odehrála v Torontu (CAN) a asijsko-oceánská v Jeju (KOR). V jejím případě šlo vůbec o první pořadatelství mezinárodní florbalové akce pro Jižní Koreu.
Česká republika mělo jako pořadatelská země svou účast na mistrovství jistou a nemusela se tak kvalifikace účastnit.
Kvalifikační skupiny se odehrály v termínu 22. 1. – 11. 2. 2018. Jako první si v kvalifikaci postup zajistila Austrálie, Singapur, Thajsko a Japonsko. Z evropských kvalifikačních skupin postoupilo: Švédsko, Finsko, Švýcarsko, Norsko, Dánsko, Lotyšsko, Estonsko, Slovensko, Německo a Polsko. Z americké skupiny se na mistrovství posunula Kanada.

Pořadatel (Česko)
Kvalifikovaly se
Nekvalifikovaly se

Los turnaje proběhl 1. března 2018. 16 účastnických týmů bylo rozděleno do 4 skupin (A, B, C a D). Do skupin A a B byly nasazeny nejlepší týmy podle žebříčku IFF.

### Rozlosování skupin
Skupina A:  Česko,  Švýcarsko,  Lotyšsko,  Německo
Skupina B:  Finsko,  Švédsko,  Dánsko,  Norsko
Skupina C:  Austrálie,  Estonsko,  Polsko,  Thajsko
Skupina D:  Kanada,  Slovensko,  Singapur,  Japonsko

## Stadiony

### O2arena

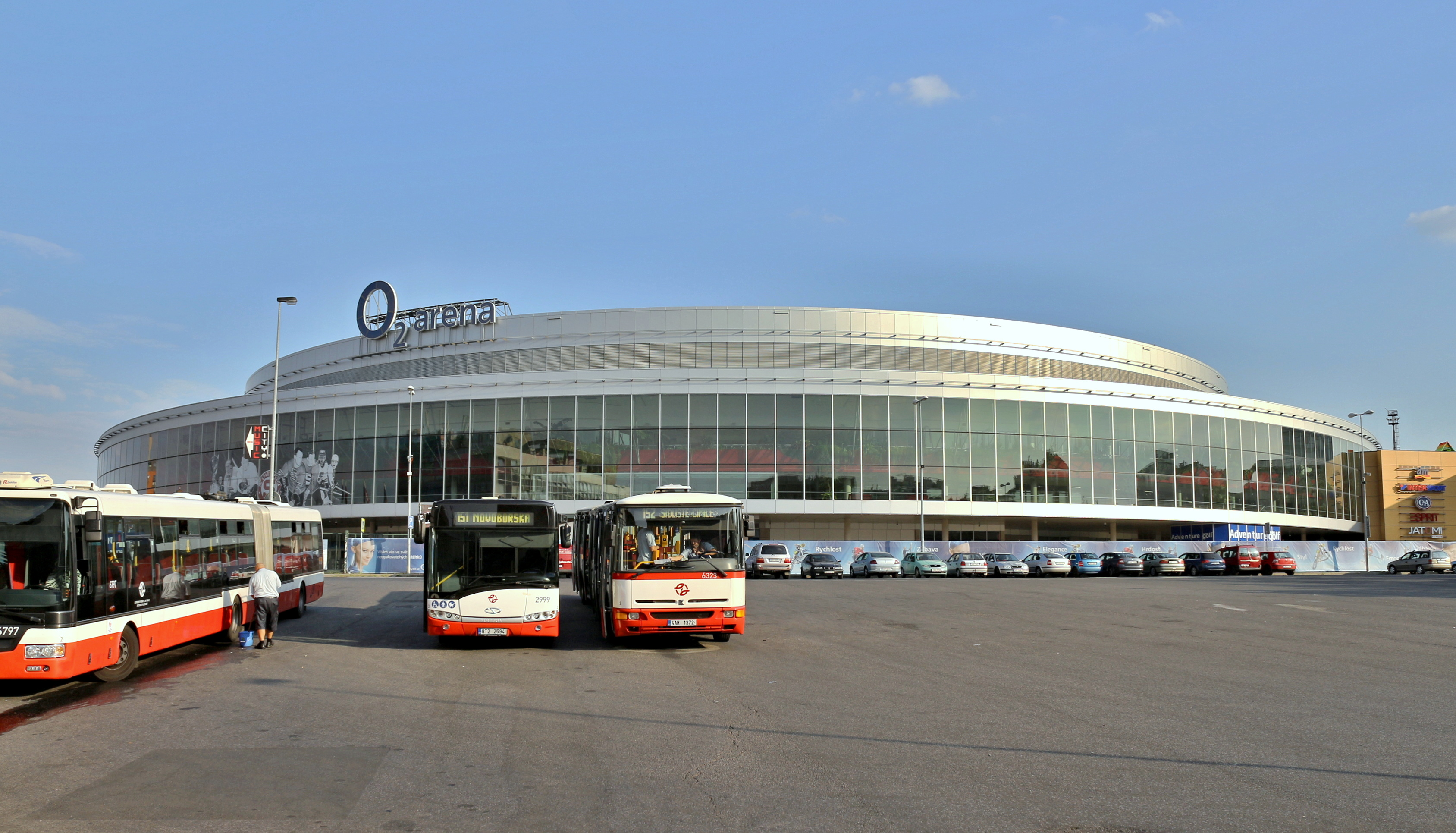

O2 arena patří k nejmodernějším stánkům v Evropě a je největší sportovní halou v České republice. Hostila již MS ve florbale 2008 a šest ročníků Superfinále florbalu. Arena byla otevřena v roce 2004 při konání Mistrovství světa v ledním hokeji. Účastníkům nabízí vysoký divácký komfort, moderní technologie umožňují interaktivní doprovodný program.
Adresa: Českomoravská 2345/17, 190 93 Praha 9
Rok otevření: 2004
Kapacita pro florbal: 17 000

### Arena Sparta – Podvinný Mlýn

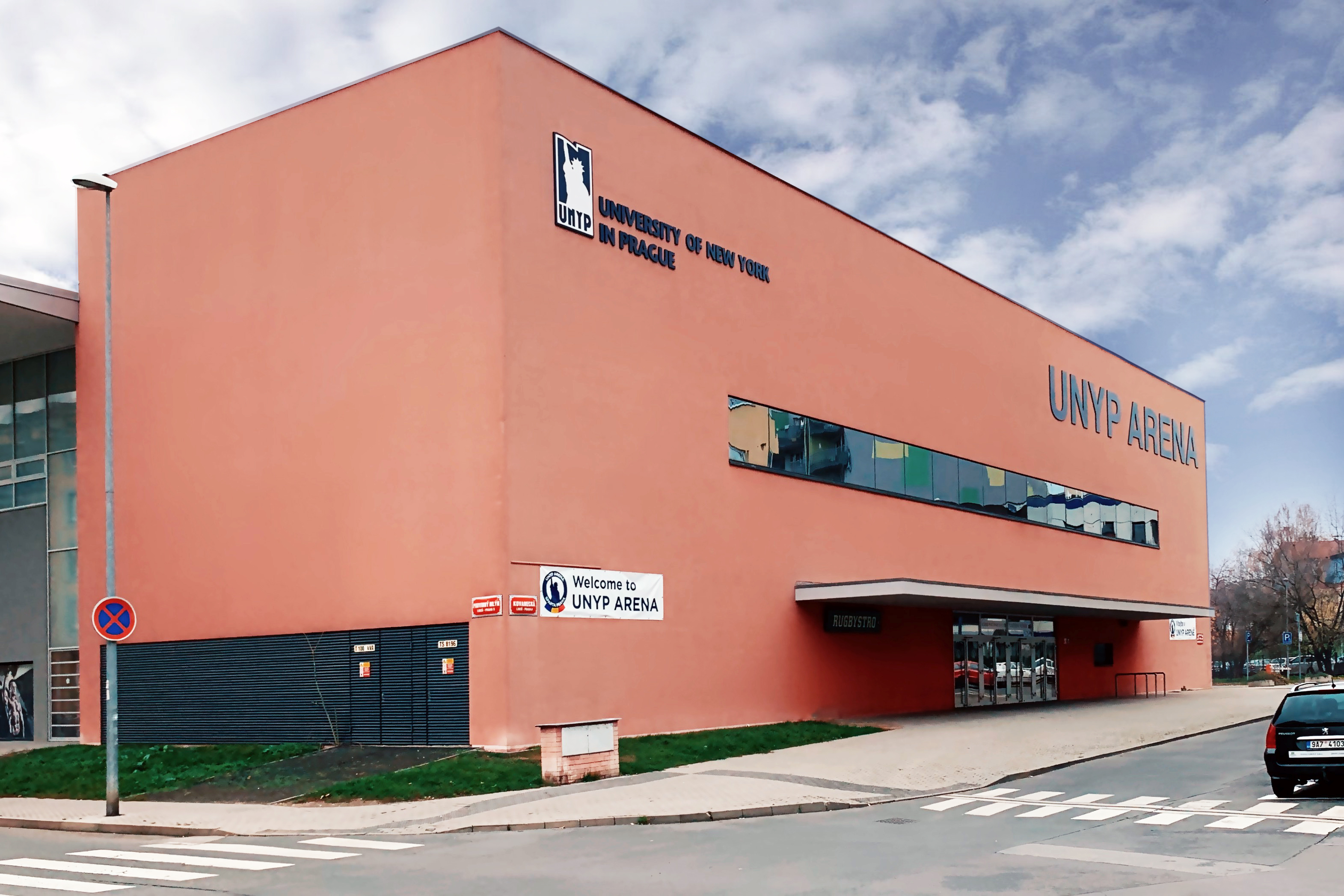

Arena Sparta – Podvinný mlýn je multifunkční sportovní hala vhodná pro pořádání mnoha druhů sportovních akcí. V Areně se pravidelně pořádají florbalové akce – Prague Games a Czech Open, turnaje Euro Floorball Tour či utkání Tipsport Superligy.
Adresa: Kovanecká 2405/27, 190 00 Praha 9
Rok otevření: 2008
Kapacita pro florbal: 1 300

## Základní skupiny
Všechny časy zápasů jsou uvedeny ve středoevropském čase (UTC +1).
V rámci skupin se odehrály zápasy podle principu „každý s každým“. Pak následovala vyřazovací část a dodatečné zápasy o umístění. Dva nejlepší týmy ze skupin A a B postoupily přímo do čtvrtfinále. Týmy z třetích a čtvrtých míst v těchto skupinách odehrály předkolo vyřazovací části s prvními dvěma týmy ze skupin C a D.

### Skupina A

#### Tabulka
| Poř. | Tým       | Z | V | R | P | VG | IG | +/- | B |
| ---- | --------- | - | - | - | - | -- | -- | --- | - |
| 1.   | Česko     | 3 | 2 | 0 | 1 | 19 | 13 | +6  | 4 |
| 2.   | Švýcarsko | 3 | 2 | 0 | 1 | 24 | 10 | +14 | 4 |
| 3.   | Německo   | 3 | 1 | 0 | 2 | 11 | 27 | -16 | 2 |
| 4.   | Lotyšsko  | 3 | 1 | 0 | 2 | 11 | 15 | -4  | 2 |

#### Zápasy
| 1. prosince 2018 12:00 | Švýcarsko | 7 : 3 (2:3, 2:0, 3:0) | Lotyšsko | O2 Arena, Praha Návštěvnost: 6838 |  |

| 1. prosince 2018 18:15 | Německo | 5 : 10 (2:1, 1:4, 2:5) | Česko | O2 Arena, Praha Návštěvnost: 12326 |  |

| 2. prosince 2018 14:00 | Švýcarsko | 13 : 1 (4:0, 3:0, 6:1) | Německo | O2 Arena, Praha Návštěvnost: 3852 |  |

| 2. prosince 2018 17:00 | Lotyšsko | 4 : 3 (0:1, 3:1, 1:1) | Česko | O2 Arena, Praha Návštěvnost: 4639 |  |

| 3. prosince 2018 12:45 | Lotyšsko | 4 : 5 (2:1, 1:0, 1:4) | Německo | O2 Arena, Praha Návštěvnost: 4215 |  |

| 4. prosince 2018 19:30 | Česko | 6 : 4 (3:2, 0:0, 3:2) | Švýcarsko | O2 Arena, Praha Návštěvnost: 5942 |  |

### Skupina B

#### Tabulka
| Poř. | Tým     | Z | V | R | P | VG | IG | +/- | B |
| ---- | ------- | - | - | - | - | -- | -- | --- | - |
| 1.   | Švédsko | 3 | 3 | 0 | 0 | 39 | 5  | +34 | 6 |
| 2.   | Finsko  | 3 | 2 | 0 | 1 | 20 | 7  | +13 | 4 |
| 3.   | Norsko  | 3 | 1 | 0 | 2 | 11 | 21 | -10 | 2 |
| 4.   | Dánsko  | 3 | 0 | 0 | 3 | 4  | 37 | -33 | 0 |

#### Zápasy
| 1. prosince 2018 15:00 | Finsko | 4 : 5 (1:1, 3:1, 0:3) | Švédsko | O2 Arena, Praha Návštěvnost: 10 113 |  |

| 2. prosince 2018 11:00 | Dánsko | 3 : 9 (3:2, 0:5, 0:2) | Norsko | O2 Arena, Praha Návštěvnost: 2729 |  |

| 3. prosince 2018 16:55 | Finsko | 7 : 1 (5:1, 1:0, 1:0) | Dánsko | O2 Arena, Praha Návštěvnost: 3017 |  |

| 3. prosince 2018 19:30 | Švédsko | 9 : 1 (3:0, 4:0, 2:1) | Norsko | O2 Arena, Praha Návštěvnost: 2412 |  |

| 4. prosince 2018 16:45 | Norsko | 1 : 9 (0:3, 0:1, 1:5) | Finsko | O2 Arena, Praha Návštěvnost: 4188 |  |

| 4. prosince 2018 17:15 | Švédsko | 25 : 0 (13:0, 4:0, 8:0) | Dánsko | Arena Sparta Podvinný mlýn, Praha Návštěvnost: 897 |  |

### Skupina C

#### Tabulka
| Poř. | Tým       | Z | V | R | P | VG | IG | +/- | B |
| ---- | --------- | - | - | - | - | -- | -- | --- | - |
| 1.   | Estonsko  | 3 | 3 | 0 | 0 | 26 | 12 | +14 | 6 |
| 2.   | Austrálie | 3 | 2 | 0 | 1 | 13 | 16 | -3  | 4 |
| 3.   | Polsko    | 3 | 1 | 0 | 2 | 10 | 10 | 0   | 2 |
| 4.   | Thajsko   | 3 | 0 | 0 | 3 | 9  | 20 | -11 | 0 |

#### Zápasy
| 1. prosince 2018 15:30 | Austrálie | 5 : 11 (1:3, 3:6, 1:2) | Estonsko | Arena Sparta Podvinný mlýn, Praha Návštěvnost: 503 |  |

| 1. prosince 2018 18:30 | Polsko | 5 : 2 (1:0, 2:0, 2:2) | Thajsko | Arena Sparta Podvinný mlýn, Praha Návštěvnost: 270 |  |

| 2. prosince 2018 18:00 | Estonsko | 4 : 3 (0:1, 2:1, 2:1) | Polsko | Arena Sparta Podvinný mlýn, Praha Návštěvnost: 377 |  |

| 3. prosince 2018 15:30 | Austrálie | 4 : 2 (1:0, 1:1, 2:1) | Polsko | Arena Sparta Podvinný mlýn, Praha Návštěvnost: 242 |  |

| 3. prosince 2018 18:30 | Estonsko | 11 : 4 (6:2, 2:1, 3:1) | Thajsko | Arena Sparta Podvinný mlýn, Praha Návštěvnost: 294 |  |

| 4. prosince 2018 10:00 | Thajsko | 3 : 4 (1:1, 0:3, 2:0) | Austrálie | O2 Arena, Praha Návštěvnost: 6583 |  |

### Skupina D

#### Tabulka
| Poř. | Tým       | Z | V | R | P | VG | IG | +/- | B |
| ---- | --------- | - | - | - | - | -- | -- | --- | - |
| 1.   | Slovensko | 3 | 3 | 0 | 0 | 45 | 6  | +39 | 6 |
| 2.   | Kanada    | 3 | 1 | 1 | 1 | 21 | 18 | +3  | 3 |
| 3.   | Singapur  | 3 | 1 | 1 | 1 | 15 | 27 | -12 | 3 |
| 4.   | Japonsko  | 3 | 0 | 0 | 3 | 8  | 38 | -18 | 0 |

#### Zápasy
| 1. prosince 2018 12:30 | Kanada | 3 : 12 (0:5, 0:4, 3:3) | Slovensko | Arena Sparta Podvinný mlýn, Praha Návštěvnost: 1023 |  |

| 2. prosince 2018 12:00 | Slovensko | 15 : 1 (7:0, 4:0, 4:1) | Japonsko | Arena Sparta Podvinný mlýn, Praha Návštěvnost: 814 |  |

| 2. prosince 2018 15:00 | Kanada | 4 : 4 (1:2, 1:2, 2:0) | Singapur | Arena Sparta Podvinný mlýn, Praha Návštěvnost: 316 |  |

| 3. prosince 2018 10:00 | Singapur | 9 : 5 (4:3, 1:2, 4:0) | Japonsko | O2 Arena, Praha Návštěvnost: 6341 |  |

| 4. prosince 2018 12:45 | Slovensko | 18 : 2 (7:0, 6:0, 5:2) | Singapur | O2 Arena, Praha Návštěvnost: 5237 |  |

| 4. prosince 2018 18:30 | Japonsko | 2 : 14 (1:8, 0:3, 1:3) | Kanada | Arena Sparta Podvinný mlýn, Praha Návštěvnost: 636 |  |

## Vyřazovací fáze
Všechny časy zápasů jsou uvedeny ve středoevropském čase (UTC +1).

### Pavouk
|  | Předkolo | Předkolo  | Předkolo  |          |   | Čtvrtfinále | Čtvrtfinále | Čtvrtfinále |  |  | Semifinále        | Semifinále        | Semifinále        |                   |  | Finále | Finále    | Finále |
|  |          |           |           |          |   |             |             |             |  |  |                   |                   |                   |                   |  |        |           |        |
|  |          |           |           |          |   |             |             |             |  |  |                   |                   |                   |                   |  |        |           |        |
|  |          | 1A        | Česko     | 10       |   |             |             |             |  |  |                   |                   |                   |                   |  |        |           |        |
|  |          |           |           | 10       |   |             |             |             |  |  |                   |                   |                   |                   |  |        |           |        |
|  |          |           |           | Dánsko   | 1 |             |             |             |  |  |                   |                   |                   |                   |  |        |           |        |
|  | 4B       | Dánsko    | 3         | Dánsko   | 1 |             |             |             |  |  |                   |                   |                   |                   |  |        |           |        |
|  | 4B       | Dánsko    | 3         |          |   |             |             |             |  |  |                   |                   |                   |                   |  |        |           |        |
|  | 1C       | Estonsko  | 2         |          |   |             |             |             |  |  |                   |                   |                   |                   |  |        |           |        |
|  | 1C       | Estonsko  | 2         |          |   |             |             |             |  |  | Česko             | 2                 |                   |                   |  |        |           |        |
|  |          |           |           |          |   |             |             |             |  |  | Česko             | 2                 |                   |                   |  |        |           |        |
|  |          |           | Finsko    | 7        |   |             |             |             |  |  |                   |                   |                   |                   |  |        |           |        |
|  |          |           | Finsko    | 7        |   |             |             |             |  |  |                   |                   |                   |                   |  |        |           |        |
|  |          |           |           |          |   |             |             |             |  |  |                   |                   |                   |                   |  |        |           |        |
|  |          |           |           |          |   |             |             |             |  |  |                   |                   |                   |                   |  |        |           |        |
|  |          | 2B        | Finsko    | 6        |   |             |             |             |  |  |                   |                   |                   |                   |  |        |           |        |
|  |          |           |           | 6        |   |             |             |             |  |  |                   |                   |                   |                   |  |        |           |        |
|  |          |           |           | Německo  | 1 |             |             |             |  |  |                   |                   |                   |                   |  |        |           |        |
|  | 3A       | Německo   | 7         | Německo  | 1 |             |             |             |  |  |                   |                   |                   |                   |  |        |           |        |
|  | 3A       | Německo   | 7         |          |   |             |             |             |  |  |                   |                   |                   |                   |  |        |           |        |
|  | 2D       | Kanada    | 2         |          |   |             |             |             |  |  |                   |                   |                   |                   |  |        |           |        |
|  | 2D       | Kanada    | 2         |          |   |             |             |             |  |  |                   |                   |                   |                   |  | Finsko | 6         |        |
|  |          |           |           |          |   |             |             |             |  |  |                   |                   |                   |                   |  | Finsko | 6         |        |
|  |          |           | Švédsko   | 3        |   |             |             |             |  |  |                   |                   |                   |                   |  |        |           |        |
|  |          |           | Švédsko   | 3        |   |             |             |             |  |  |                   |                   |                   |                   |  |        |           |        |
|  |          |           |           |          |   |             |             |             |  |  |                   |                   |                   |                   |  |        |           |        |
|  |          |           |           |          |   |             |             |             |  |  |                   |                   |                   |                   |  |        |           |        |
|  |          | 1B        | Švédsko   | 14       |   |             |             |             |  |  | Souboj o 3. místo | Souboj o 3. místo | Souboj o 3. místo | Souboj o 3. místo |  |        |           |        |
|  |          |           |           | 14       |   |             |             |             |  |  | Souboj o 3. místo | Souboj o 3. místo | Souboj o 3. místo | Souboj o 3. místo |  |        |           |        |
|  |          |           |           | Lotyšsko | 1 |             |             |             |  |  |                   |                   |                   |                   |  |        |           |        |
|  | 4A       | Lotyšsko  | 6         | Lotyšsko | 1 |             |             |             |  |  |                   |                   | Česko             | 2                 |  |        |           |        |
|  | 4A       | Lotyšsko  | 6         |          |   |             |             |             |  |  |                   |                   | Česko             | 2                 |  |        |           |        |
|  | 1D       | Slovensko | 1         |          |   |             |             |             |  |  |                   |                   |                   |                   |  |        | Švýcarsko | 4      |
|  | 1D       | Slovensko | 1         |          |   |             |             |             |  |  | Švédsko           | 5 SN              |                   |                   |  |        | Švýcarsko | 4      |
|  |          |           |           |          |   |             |             |             |  |  | Švédsko           | 5 SN              |                   |                   |  |        |           |        |
|  |          |           | Švýcarsko | 4        |   |             |             |             |  |  |                   |                   |                   |                   |  |        |           |        |
|  |          |           | Švýcarsko | 4        |   |             |             |             |  |  |                   |                   |                   |                   |  |        |           |        |
|  |          |           |           |          |   |             |             |             |  |  |                   |                   |                   |                   |  |        |           |        |
|  |          |           |           |          |   |             |             |             |  |  |                   |                   |                   |                   |  |        |           |        |
|  |          | 2A        | Švýcarsko | 3 PP     |   |             |             |             |  |  |                   |                   |                   |                   |  |        |           |        |
|  |          |           |           | 3 PP     |   |             |             |             |  |  |                   |                   |                   |                   |  |        |           |        |
|  |          |           |           | Norsko   | 2 |             |             |             |  |  |                   |                   |                   |                   |  |        |           |        |
|  | 3B       | Norsko    | 10        | Norsko   | 2 |             |             |             |  |  |                   |                   |                   |                   |  |        |           |        |
|  | 3B       | Norsko    | 10        |          |   |             |             |             |  |  |                   |                   |                   |                   |  |        |           |        |
|  | 2C       | Austrálie | 0         |          |   |             |             |             |  |  |                   |                   |                   |                   |  |        |           |        |

### Předkolo
| 5. prosince 2018 10:00 | Lotyšsko | 6 : 1 (2:1, 0:0, 4:0) | Slovensko | O2 Arena, Praha Návštěvnost: 7069 |  |

| Zpráva |

| 5. prosince 2018 12:45 | Dánsko | 3 : 2 (1:0, 0:1, 2:1) | Estonsko | O2 Arena, Praha Návštěvnost: 4013 |  |

| Zpráva |

| 5. prosince 2018 15:30 | Norsko | 10 : 0 (3:0, 4:0, 3:0) | Austrálie | Arena Sparta Podvinný mlýn, Praha Návštěvnost: 365 |  |

| Zpráva |

| 5. prosince 2018 18:30 | Německo | 7 : 2 (2:1, 3:1, 2:0) | Kanada | Arena Sparta Podvinný mlýn, Praha Návštěvnost: 282 |  |

| Zpráva |

### Čtvrtfinále
| 6. prosince 2018 16:30 | Švýcarsko | 3 : 2 pr (1:1, 0:0, 1:1 – 1:0) | Norsko | O2 Arena, Praha Návštěvnost: 3977 |  |

| Zpráva |

| 6. prosince 2018 19:30 | Česko | 10 : 1 (3:1, 4:0, 3:0) | Dánsko | O2 Arena, Praha Návštěvnost: 5073 |  |

| Zpráva |

| 7. prosince 2018 15:10 | Švédsko | 14 : 1 (7:0, 5:1, 2:0) | Lotyšsko | O2 Arena, Praha Návštěvnost: 3871 |  |

| Zpráva |

| 7. prosince 2018 18:00 | Finsko | 6 : 1 (2:0, 2:1, 2:0) | Německo | O2 Arena, Praha Návštěvnost: 3772 |  |

| Zpráva |

### Semifinále
| 8. prosince 2018 16:00 | Česko | 2 : 7 (0:1, 0:2, 2:4) | Finsko | O2 Arena, Praha Návštěvnost: 12811 |  |

| Zpráva |

| 8. prosince 2018 19:00 | Švédsko | 5 : 4 náj (1:1, 2:1, 1:2 – 0:0) náj 4:3 | Švýcarsko | O2 Arena, Praha Návštěvnost: 10267 |  |

| Zpráva |

### Zápas o 3. místo
| 9. prosince 2018 13:00 | Česko | 2 : 4 (1:2, 1:1, 0:1) | Švýcarsko | O2 Arena, Praha Návštěvnost: 16112 |  |

| Zpráva |

### Finále
| 9. prosince 2018 16:00 | Finsko | 6 : 3 (1:0, 1:1, 4:2) | Švédsko | O2 Arena, Praha Návštěvnost: 16276 |  |

| Zpráva |

## Zápasy o umístění
Všechny časy zápasů jsou uvedeny ve středoevropském čase (UTC +1).

### O 13. – 16. místo
| 6. prosince 2018 9:30 | Singapur | 3 : 4 (1:0, 1:3, 1:1) | Thajsko | Arena Sparta Podvinný mlýn, Praha Návštěvnost: 937 |  |

| Zpráva |

| 6. prosince 2018 12:30 | Polsko | 6 : 2 (3:0, 1:1, 2:1) | Japonsko | Arena Sparta Podvinný mlýn, Praha Návštěvnost: 634 |  |

| Zpráva |

### O 15. místo
| 7. prosince 2018 9:30 | Singapur | 2 : 4 (1:3, 1:0, 0:1) | Japonsko | Arena Sparta Podvinný mlýn, Praha Návštěvnost: 1124 |  |

| Zpráva |

### O 13. místo
| 7. prosince 2018 12:30 | Thajsko | 1 : 9 (0:5, 1:2, 0:2) | Polsko | Arena Sparta Podvinný mlýn, Praha Návštěvnost: 763 |  |

| Zpráva |

### O 9.–12. místo
| 6. prosince 2018 15:30 | Austrálie | 3 : 12 (2:2, 0:4, 1:6) | Slovensko | Arena Sparta Podvinný mlýn, Praha Návštěvnost: 312 |  |

| Zpráva |

| 6. prosince 2018 18:30 | Kanada | 2 : 9 (1:4, 1:1, 0:4) | Estonsko | Arena Sparta Podvinný mlýn, Praha Návštěvnost: 228 |  |

| Zpráva |

### O 11. místo
| 7. prosince 2018 15:30 | Austrálie | 5 : 6 (3:0, 2:3, 0:3) | Kanada | Arena Sparta Podvinný mlýn, Praha Návštěvnost: 320 |  |

| Zpráva |

### O 9. místo
| 7. prosince 2018 18:30 | Slovensko | 7 : 5 (1:3, 3:1, 3:1) | Estonsko | Arena Sparta Podvinný mlýn, Praha Návštěvnost: 572 |  |

| Zpráva |

### O 5.–8. místo
| 8. prosince 2018 11:00 | Lotyšsko | 6 : 5 náj (1:2, 1:1, 3:2 – 0:0) náj 3:0 | Norsko | Arena Sparta Podvinný mlýn, Praha Návštěvnost: 575 |  |

| Zpráva |

| 8. prosince 2018 13:00 | Dánsko | 2 : 4 (1:0, 0:2, 1:2) | Německo | O2 Arena, Praha Návštěvnost: 3893 |  |

| Zpráva |

### O 7. místo
| 9. prosince 2018 10:00 | Dánsko | 5 : 9 (1:4, 3:3, 1:2) | Norsko | Arena Sparta Podvinný mlýn, Praha Návštěvnost: 246 |  |

| Zpráva |

### O 5. místo
| 9. prosince 2018 10:00 | Německo | 3 : 5 (0:2, 2:2, 1:1) | Lotyšsko | O2 Arena, Praha Návštěvnost: 4222 |  |

| Zpráva |

## Konečné pořadí
| Pořadí           | Tým       |
| ---------------- | --------- |
| Zlatá medaile    | Finsko    |
| Stříbrná medaile | Švédsko   |
| Bronzová medaile | Švýcarsko |
| 4.               | Česko     |
| 5.               | Lotyšsko  |
| 6.               | Německo   |
| 7.               | Norsko    |
| 8.               | Dánsko    |
| 9.               | Slovensko |
| 10.              | Estonsko  |
| 11.              | Kanada    |
| 12.              | Austrálie |
| 13.              | Polsko    |
| 14.              | Thajsko   |
| 15.              | Japonsko  |
| 16.              | Singapur  |

## Maskot Floorian
Fanoušci prostřednictvím sociálních sítí, komentářů na YouTube nebo pomocí webového formuláře poslali organizátorům stovky návrhů na jméno maskota šampionátu. Vítězným návrhem se stal Floorian.

## All Star tým
Členy All Star týmu se stali:
Brankář:  Pascal Meier
Obránci:  Robin Nilsberth,  Emil Johansson
Útočníci:  Adam Delong,  Kim Nilsson,  Joonas Pylsy